# جیمز هایتر (بازیگر)
جیمز هایتر (انگلیسی: James Hayter (actor)؛ ۲۳ آوریل ۱۹۰۷ – ۲۷ مارس ۱۹۸۳) هنرپیشه اهل کشور بریتانیا بود. وی در همند متولد شد، در اسکاتلند زندگی کرد و در اسپانیا در گذشت. این هنرمند بین سال‌های ۱۹۳۶ تا ۱۹۸۰ میلادی فعالیت می‌کرد.

## قسمتی از فیلمشناسی
- الیور!
- ۳۹ قدم
- بت سقوط کرده
- بازی بزرگ
- آقای پیکویک
- سرزمین فراعنه